# Godfrey Hounsfield

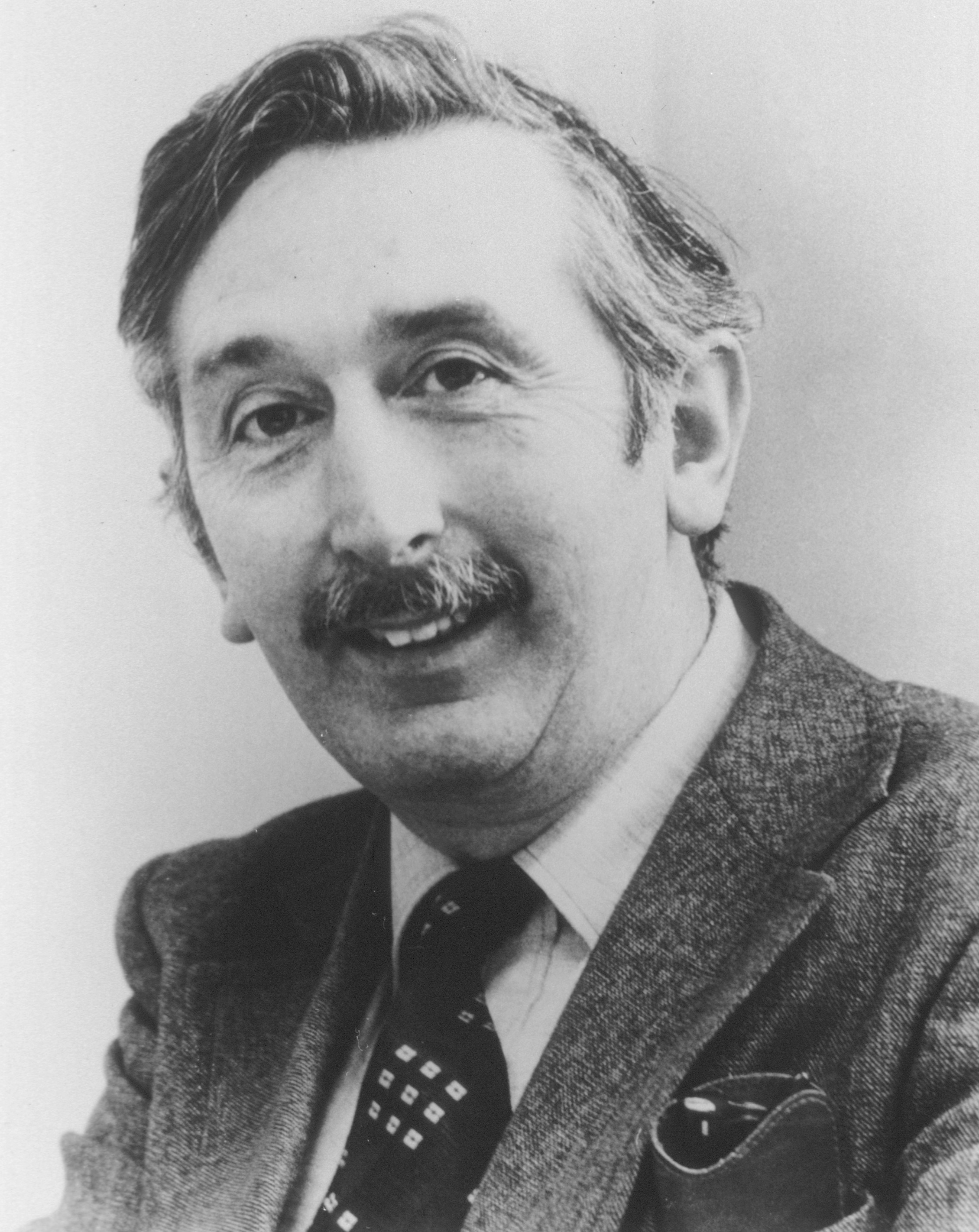
Godfrey Hounsfield (1975)
Quelle: United States National Library of Medicine

Sir Godfrey Newbold Hounsfield CBE (* 28. August 1919 in Newark in Nottinghamshire; † 12. August 2004 in Kingston upon Thames) war britischer Elektrotechniker und Nobelpreisträger für Medizin. Er gilt als einer der Väter der Computertomographie.

## Biografie
Aufgewachsen in einem kleinen Ort in Nottinghamshire als jüngstes von fünf Kindern eines Stahlarbeiters, interessierte er sich schon früh für die technischen Geräte, die auf der väterlichen Farm im Einsatz waren. In vielen waghalsigen Versuchen drückte sich sein Wissensdrang aus. Er baute Tonaufzeichnungsgeräte, ließ Tonnen explodieren und veranstaltete Flugversuche von einem Heuhaufen. Der Besuch der Magnus Grammar School in Newark weckte sein Interesse für die Mathematik und die Physik. Mit dem Ausbruch des Zweiten Weltkrieges meldete er sich 1939 freiwillig als Reservist bei der Royal Air Force und erhielt eine Anstellung als „Radar Mechanic Instructor“, wo er an der Entwicklung von Großbildschirm-Oszilloskopen beteiligt war. Er erhielt dann eine radiotechnische Ausbildung am Royal College of Science in South Kensington und an der Cranwell Radar School. Im Anschluss an den Krieg schloss er am Faraday House Electrical Engineering College in London als Stipendiat mit dem Diplom ab. 1951 bekam er bei Electric and Musical Industries (EMI) in Hayes, Middlesex eine Anstellung und arbeitete an Radargeräten und Lenkwaffen.
Ab 1958 leitete er eine Entwicklungsgruppe, die den ersten komplett aus Transistoren bestehenden Computer EMIDEC 1100 in England entwickelten. Als EMI durch die enormen Erfolge der Beatles in Geld schwamm, durfte er sich sein Forschungsfeld frei wählen.

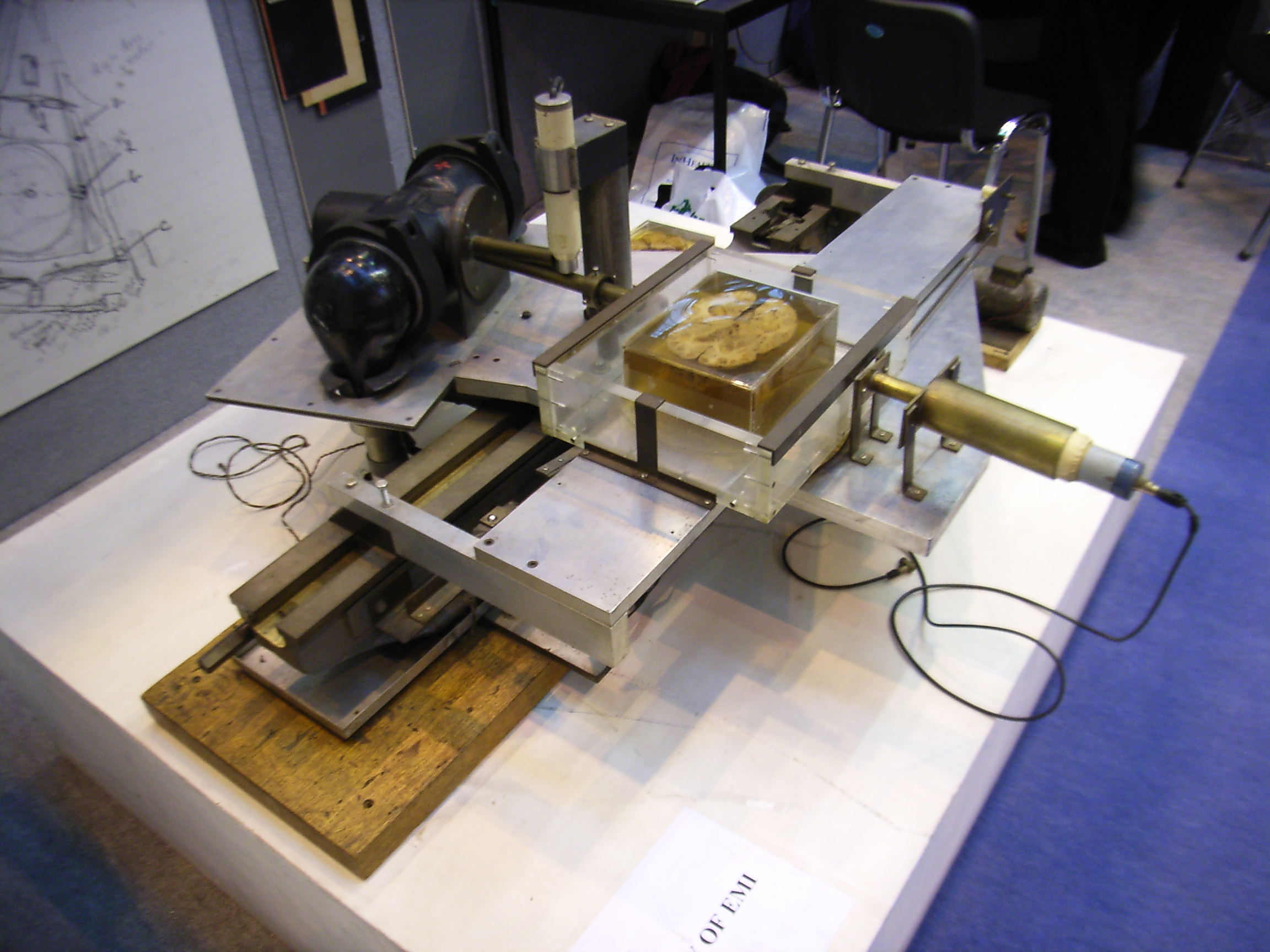
Der erste Prototyp eines CT-Scanners

Er suchte nach neuen Methoden, das Körperinnere darzustellen. Die Idee war, Röntgenstrahlen auf vielen Achsen per Computer auszuwerten und so überlagerungsfreie Schichtaufnahmen zu erhalten. 1968 untersuchte er das Gehirn eines Schweins. Neun Tage scannte die Maschine, zwei Stunden rechnete der Computer an den 28 000 Messungen, wobei er sich von Allan M. Cormack beschriebener Algorithmen bediente.
In weiteren Experimenten verfeinerte er Mechanik und Algorithmen. 1971 wurde der erste Mensch per Computertomograph (CT) untersucht („gescannt“), und zwar eine Frau mit einer Hirnzyste. Insgesamt tüftelte er von 1967 bis 1976 an der Entwicklung des ersten Prototyps eines Computertomografen.
Mit der nach ihm benannten Skala (Hounsfield-Skala) wird bei der Computertomographie (CT) die Abschwächung von Röntgenstrahlung in Gewebe beschrieben und in Graustufenbildern dargestellt. Die Werte können Gewebearten zugeordnet und pathologische Abweichungen erkannt werden. Für seine wissenschaftlichen Leistungen wurde er 1979 gemeinsam mit dem südafrikanischen Physiker Allan M. Cormack (1924–1998) mit dem Nobelpreis für Medizin in Stockholm ausgezeichnet. Von der britischen Königin Elisabeth II. erhielt er 1981 den Ritterschlag „Order of the British Empire“.
Der lebenslange Junggeselle bezog seinen ersten festen Wohnsitz im Alter von 60 Jahren. Am 12. August 2004 verstarb er fast 85-jährig in Kingston upon Thames.

## Auszeichnungen (Auswahl)
- 1974: Wilhelm-Exner-Medaille
- 1975: Albert Lasker Award for Clinical Medical Research
- 1976: Gairdner Foundation International Award
- 1979: Nobelpreis für Medizin, zusammen mit Allan M. Cormack
- 1979: Aachener und Münchener Preis für Technik und angewandte Naturwissenschaften
- 1980: Röntgen-Plakette der Stadt Remscheid
- 1981: Ritterschlag von der britischen Königin (Order of the British Empire)

Nach ihm ist die Hounsfield-Einheit benannt (siehe Hounsfield-Skala), mit der die Signalabschwächung eines Gewebes in der Computertomographie angegeben wird.